# Internationale Cricket-Saison 1954/55
Die internationale Cricket-Saison 1954/55 fand zwischen November 1954 und März 1955 statt. Als Wintersaison wurden vorwiegend Heimspiele der Mannschaften aus Südasien, der Karibik und Ozeanien ausgetragen.

## Überblick

### Internationale Touren
| Beginn            | Heimteam   | Auswärtsteam | Resultate | Artikel |
| Beginn            | Heimteam   | Auswärtsteam | Test      | Artikel |
| ----------------- | ---------- | ------------ | --------- | ------- |
| 26. November 1954 | Australien | England      | 1–3 [5]   | Artikel |
| 1. Januar 1955    | Pakistan   | Indien       | 0–0 [5]   | Artikel |
| 11. März 1955     | Neuseeland | England      | 0–2 [2]   | Artikel |

## Nationale Meisterschaften
Aufgeführt sind die nationalen Meisterschaften der Full Member des ICC.
| Land       | First-Class                 |
| ---------- | --------------------------- |
| Australien | Sheffield Shield 1954/55    |
| Indien     | Ranji Trophy 1954/55        |
| Neuseeland | Plunket Shield 1954/55      |
| Pakistan   | Quaid-e-Azam Trophy 1954/55 |
| Südafrika  | Currie Cup 1954/55          |